# 3C 186
3C 186 est un lointain quasar situé approximativement à 8 milliards d'années-lumière de la Terre, dans la constellation du Lynx. Sa particularité notable est qu'il ne se situe pas au centre de sa galaxie hôte, mais est décalé par rapport à celui-ci.

## Caractéristiques
Le quasar 3C 186 se trouve décalé par rapport au centre galactique de sa galaxie hôte, d'environ 11,1 ± 0,1 kpc (∼36 200 al). On pense que ce décalage est du au fait que le quasar ait été éjecté du centre de sa galaxie, filant dans l'espace à environ 7,5 millions de km/h. À cette vitesse, il est possible de voyager de la Terre à la Lune en 3 minutes.
L'hypothèse la plus probable pour expliquer son éjection serait que sa galaxie hôte ait connu une fusion avec une autre galaxie. Cette hypothèse est notamment renforcée par la présence de queues de marée, observées aux alentours de la galaxie,. 

Les deux galaxies seraient entrées en collision il y a environ 1 ou 2 milliards d'années, chacune abritant un trou noir supermassif en son centre. Lors de la fusion galactique, les deux trous noirs seraient entrés en orbite l'un autour de l'autre, produisant des ondes gravitationnelles. Comme les deux trous noirs n’avaient pas la même masse et la même vitesse de rotation, ils émettaient des ondes gravitationnelles plus fortement dans une direction. Lorsqu'ils ont fini par fusionner, l’émission anisotrope d’ondes gravitationnelles a projeté le trou noir résultant hors du centre galactique, à la manière d'un coup de pied.

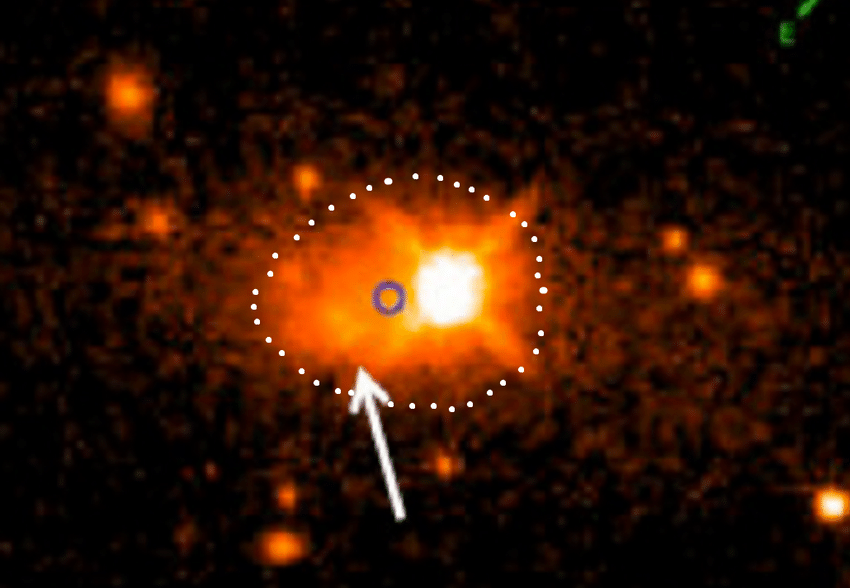
Décalage entre le quasar 3C 186 et le centre de sa galaxie hôte (marqué par le rond gris).

### Galaxie hôte
La galaxie hôte de 3C 186 figure dans le catalogue PGC sous la cote PGC 2817581. On pense qu'il s'agit d'une galaxie elliptique faisant partie d'un amas. Le télescope spatial Chandra a mis en évidence que la galaxie hôte est enveloppée par une émission diffuse de rayons X s'étendant jusqu'à un rayon maximal d'environ 500 kpc (∼1,63 million d'al). Le télescope spatial a également observé la présence d'un jet radio et ce que l'on pense être les vestiges de lobes radio.